# Hey Baby
«Hey Baby» es una canción interpretada por la banda estadounidense No Doubt, con la colaboración del deejay jamaicano Bounty Killer, e incluida en su quinto álbum de estudio, Rock Steady (2001). Fue compuesta por Gwen Stefani, Tony Kanal, Tom Dumont y Killer y producida por Sly and Robbie y la banda. Pertenece a los géneros dancehall y reggae, presente en las fiestas dadas por No Doubt después de los conciertos de la gira de Return of Saturn. Por este motivo, la letra trata sobre la acción que toman las fanáticas entre bastidores a los miembros masculinos de la banda.
En términos generales, «Hey Baby» obtuvo reseñas variadas de los críticos musicales; calificaron favorablemente el estribillo, aunque criticaron el esfuerzo de la banda en la música dancehall y el toasting interpretado por Bounty Killer. Sin embargo, obtuvo distintos reconocimientos por parte de los periodistas, que muchos de ellos incluyeron al tema entre los mejores de No Doubt. Asimismo, ganó el premio Grammy a la mejor actuación vocal por un dúo o grupo en la entrega de 2003. Desde el punto de vista comercial, ocupó los cinco primeros puestos en Estados Unidos, Noruega, Nueva Zelanda y Reino Unido.
Para su promoción, No Doubt interpretó «Hey Baby» en varios lugares, entre los que se destaca las giras promocionales de Rock Steady y Summer Tour. Además, se filmó un videoclip dirigido por Dave Meyers. En una de las escenas, se ve al integrante Adrian Young desnudo, colgándose boca abajo de unos anillos en un club, por lo que recibió controversias. No obstante, fue reconocido como mejor vídeo de un grupo y mejor vídeo pop en la entrega de 2002 de los MTV Video Music Awards.

## Concepción
«Hey Baby» fue una de las primeras canciones compuestas para Rock Steady. La canción comienza con instrumentales programados con el productor Philip Steir, en los estudios Toast en San Francisco, California. La banda experimentó con efectos electrónicos como la pistola de rayos y sonidos que el guitarrista Tom Dumont comparó con la música de Star Wars. Particularmente, la introducción es una reminiscencia del comienzo de la canción «Jungle Love», de Steve Miller Band. Las letras y las melodías fueron grabadas en una sesión en el estudio casero de Dumont en Los Ángeles, semanas más tarde. Mientras que la banda estaba trabajando en el álbum en Kingston, Jamaica en marzo de 2001, los productores Sly and Robbie dejaron la percusión y la voz original de Gwen Stefani. La banda le preguntó sobre agregar un invitado en la canción, por lo que Sly and Robbie recomendaron y añadieron un toasting de Bounty Killer.
Como el estilo dancehall de la canción, la letra representa las fiestas que la banda daba al finalizar los conciertos de la gira en apoyo de Return of Saturn (2000). El tema detalla las fanáticas que asistieron a las fiestas para salir con los miembros de la banda. Stefani comentó que «si eres talentoso y estás allí, las chicas querrán hacerlo contigo», mientras que el bajista Tony Kanal lo describió como «una versión muy PG» del libertinaje que tuvo lugar mientras estaba de gira. «Hey Baby» también toca el tema general de Rock Steady, de la impaciencia de Stefani en su relación de larga distancia con su entonces novio Gavin Rossdale —de quien finalmente se casó en 2002—, cuando ella se sienta «sorbiendo manzanilla/viendo niños y niñas y su atracción sexual». Sal Cinquemani de la revista Slant sostuvo que la canción era un retorno a las raíces de la banda, y que, como resultado, encuentra a No Doubt «alegre (y fuerte) que nunca».

## Composición
«Hella Good» es una canción perteneciente a los géneros dancehall y reggae, con influencias del pop, el rock alternativo y el dance. Según la partitura publicada en Musicnotes por EMI Music Publishing, está compuesta en el compás de tiempo común, en la tonalidad de sol mayor. Presenta un tempo moderado de 90 pulsaciones por minuto, y el registro vocal de Stefani se extiende desde la nota re3 a la mi5. La canción se centra en la programación y carece de instrumentación en vivo. Como resultado, la banda necesitaba cuatro plataformas de teclado para recrear el sonido de la pista para las actuaciones en directo, entre ellas un Roland AX-1 y un E-Mu Proteus 2000.
La canción comienza con una introducción que consiste en un compás sostenido de efectos electrónicos, seguido por dos líneas del estribillo. En cada línea de dos compases, durante la primera mitad de los versos, Stefani desciende la escala cuando los teclados tocan los off-beats de la primera medida y el bajo eléctrico abre la línea con una línea de bajo de dos notas. Durante la segunda mitad de los versos, la voz de Stefani se sobregraba y la instrumentación se hace más frecuente. Cada uno de los dos versos es seguido por el estribillo, donde es usada la sobregrabación en la voz de Stefani para producir la primera inversión y los acordes de mi menor de forma normal. Bounty Killer luego realiza el toasting en el puente, y después de una breve sección de Stefani, la canción se cierra repitiendo el estribillo dos veces. David Browne de Entertainment Weekly analizó el tema, y comentó que «"Hey Baby" encuentra a una Stefani atascada, bebiendo té y observando fríamente los rituales de apareamiento de sus compañeros juerguistas». Jesse Berrett de Spin dijo que Gwen «no puede ser la muñeca cool que se cuelga de los chicos; [mejor] observa [en vez] de participar», en referencia a la línea «All the girls want to get with the boys / And the boys really like it» —«Todas las chicas quieren atraer a los chicos / Y los chicos realmente les gusta»—. La letra trata sobre la acción que toman las fanáticas entre bastidores a los miembros masculinos de la banda.

## Recepción crítica
«Hey Baby» recibió reseñas generalmente favorables de los críticos musicales. Lisa Oliver de LAUNCHcast describió a la canción como una mezcla de space disco y ragga que «estalla con golpes de Batman». Por su parte, Colleen Delaney de Stylus Magazine no se impresionó por el doble sentido de la letra y señaló que el toast y la «profunda y resonante producción salvaron esta canción de ser débil», pero que seguía siendo «inane y desinteresante». Kimberly Reyes de Time le otorgó una buena reseña, y la definió como precoz y coqueta. Elogió el estribillo «infeccioso» de la canción, y concluyó que «No Doubt está de vuelta para mostrar a la multitud de TRL exactamente cómo suena una canción pop buena e irreverente». Por su parte, Stephen Thompson de The A.V. Club no estuvo satisfecho, y comentó que «Rock Steady se adhiere a algunos errores empalagosos, como el irritante "Hey Baby"». Siguiendo el hilo, el sitio web AbsolutePunk sostuvo que tiene un déficit evidente de espíritu.
Sin embargo, el esfuerzo de la banda en la música dancehall recibió críticas variadas. Stephen Thomas Erlewine de Allmusic vio al toast como un error, y Rupert Howe de la revista Blender encontró la incursión del dancehall como equivocado, y «dejando a Bounty Killer sonando aburrido». De este modo opinó Joe Costa de Sputnikmusic, quien también crítico la influencia dancehall en el tema, al describirlo como completamente monótono. Citó a «Hey Baby» como «canjeable, únicamente porque añade algunas variedades necesarias». Por otro lado, Alex Needham escribió para NME que la canción era un «fuerte ejemplo del reggae blanco». Para Entertainment Weekly, David Browne describió el estribillo como «grande, bullicioso e irresistible» y su influencia del hip hop como «chispeante».

### Reconocimientos
Tras su lanzamiento, «Hey Baby» obtuvo varios reconocimientos por parte de los críticos; Brian Hiatt de Entertainment Weekly incluyó a la canción en su lista de las cinco mejores canciones de No Doubt. Al respecto, comentó: «Una partida aún más radical que "Hella Good", el sonido hip hop flexivo de "Hey Baby" ayudó a No Doubt ganar nuevos admiradores. [...] La voz entonada de Stefani sugiere una capacidad para la reinvención como Madonna». Por su parte, Bill Lamb de About.com la colocó en la tercera posición del conteo de las cinco mejores canciones de Stefani, tanto como solista como en la banda, y afirmó que, con este sencillo, «Gwen Stefani solidificó su imagen con los jóvenes oyentes como la mejor [cantante] serena mayor de treinta años en la música pop. Ella es brillante sonando simultáneamente cuando comprende la moda del pop contemporáneo, mientras tiene la sabiduría de un adulto varios años fuera de la secundaria. Esto también puede ser la primera vez que la manzanilla tuvo un papel importante en la letra de una canción exitosa». De igual forma, el tema figuró en el número cuarenta y uno de lo mejor del 2002, hecha por Pazz & Jop, una encuesta realizada por cientos críticos musicales, dirigida por Robert Christgau. Mientras que Sara D. Anderson de PopCrush y Sam Wilbur de AOL Radio, en su lista de las 10 mejores canciones de No Doubt, incluyeron a «Hey Baby» en el número seis, Marissa Pessolano de The Celebrity Cafe y Melissa Matters de Yahoo! la posicionaron en el cinco. Por su parte, la estación de radio neoyorquina WHTZ la ubicó en el puesto ochenta y cinco de las 100 mejores canciones del 2001, y el sitio web colombiano Radioacktiva realizó un listado llamado «El rock 100 de la década», y «Hey Baby» apareció en el ciento uno. Por último, la pista fue seleccionada como la mejor del top diez de No Doubt, hecha por Michael Gallucci de Diffuser.fm. No obstante, Maxim no quedó impresionado, y en la edición de octubre de 2005, publicó un conteo de las «20 canciones más molestas de siempre» con «Heu Baby» en vigésimo lugar. En los premios Grammy de 2003, «Hey Baby» ganó en la categoría de mejor actuación vocal por un dúo o grupo.

## Recepción comercial
Comercialmente, «Hey Baby» obtuvo una buena recepción en el mundo. En los Estados Unidos, debutó en el puesto número sesenta y dos de la lista Billboard Hot 100, el 8 de diciembre de 2001. Tras nueve semanas estando allí, logró ocupar las diez primeras posiciones, el 2 de febrero de 2002, y al mes siguiente, alcanzó su posición más alta, en el número cinco. En el conteo Pop Songs, entró a los veinte primeros el 15 de diciembre de 2001, en la decimosexta posición, y para el 2 de marzo del siguiente año, alcanzó la cima de la lista. Asimismo, llegó al top veinte del Adult Pop Songs para la edición del 23 de febrero. Un mes más tarde, alcanzó la décima posición. También ocupó las casillas dos y cinco en los conteos Top 40 Tracks y Rhythmic Top 40, respectivamente. Por otra parte, en Oceanía, debutó en el puesto veintiocho de la lista australiana, Cuatro ediciones posteriores, logró ocupar el séptimo lugar. Mientras tanto, en Nueva Zelanda, ingresó al treinta y siete, el 20 de enero de 2002. Finalmente, llegó al segundo lugar, solo detrás de «Whenever, Wherever», de la cantante colombiana Shakira.
En Europa, su recibimiento comercial también fue positivo. En el Reino Unido, debutó y alcanzó el puesto número dos del UK Singles Chart, el 16 de febrero de 2002, y permaneció en la lista cuatro semanas. Del mismo modo, en Noruega, «Hella Good» entró y ocupó el número tres, en la cuarta semana del año 2002. Por su parte, la canción ingresó el 1 de febrero en Dinamarca, en el puesto diecisiete, y después de dos semanas, alcanzó el ocho; estuvo en la lista siete semanas. En Alemania, solo estuvo en los diez primeros puestos por dos semanas, y llegó a su máxima posición al ocho. Mientras tanto, en la lista oficial de Finlandia, debutó en las diez principales casillas, y la edición siguiente, llegó al número nueve. Volvió a ocupar la misma posición dos ediciones después, pero permaneció allí solo seis semanas. En los demás países europeos, ocupó los veinte primeros en Austria, la región Flamenca de Bélgica, Irlanda, Italia, los Países Bajos y Suiza. Finalmente, ingresó a los puestos treinta y uno y cuarenta y siete de la región Valona y Francia, respectivamente.

## Promoción

### Presentaciones en directo
No Doubt interpretó por primera vez «Hey Baby» el 15 de diciembre de 2001, en Saturday Night Live, donde también tocaron «Hella Good». Asimismo, Ellen DeGeneres fue la presentadora de esa fecha. Como parte de la promoción de Rock Steady, la banda la interpretó en la gira homónima, donde también fue incluida en el DVD de la misma, Rock Steady Live. Seis años después, cuando la agrupación retornó a los escenarios tras su período de receso, la tocó en la gira Summer Tour, en todas las fechas programadas para la misma. Del 24 de noviembre al 6 de diciembre de 2012, No Doubt realizó siete presentaciones en el anfiteatro Gibson Amphitheatre, para la promoción del sexto álbum de estudio de la banda, Push and Shove. Allí, incluyó a «Hey Baby» dentro del repertorio, como así también a «Hella Good» y «Underneath It All», también incluidas en Rock Steady. Daniel Kohn de LA Weekly indicó que esta actuación «recibió las aclamaciones más fuertes». Por último, la banda tocó el tema en el MTV World Stage de 2012, celebrado en Fráncfort del Meno, en Alemania, el 9 de noviembre. En el concierto se realizó para promover Push and Shove, el sexto disco del cuarteto, aunque también interpretaron canciones como «It's My Life», «Don't Speak» y «Just a Girl», entre otros.

### Vídeo musical

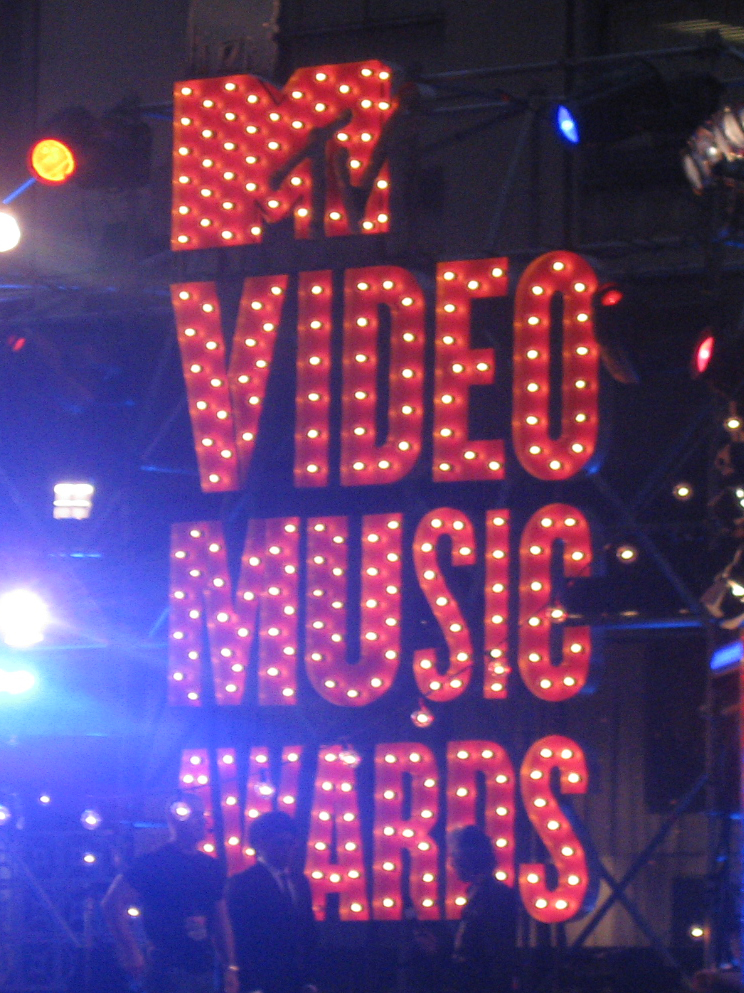
En la entrega de 2002 de los MTV Video Music Awards, No Doubt ganó dos premios por «Hey Baby», en las categorías de mejor vídeo de un grupo y mejor vídeo pop.

El vídeo musical de «Hella Good» fue dirigido por Dave Meyers, y filmado durante tres días en Boyle Heights, Los Ángeles. Las escenas fueron diseñadas para recrear las partes que la banda asistió mientras grababan Rock Steady en Jamaica. La escena de Adrian Young fue basada en un acontecimiento real, donde ganó $200 en un reto y en el que debía colgarse boca abajo y desnudo en los anillos en un club en Nueva York. Por su parte, la de Dumont, fue filmada en Casa Mexicana y está inspirada en una escena similar de la película de Indiana Jones Raiders of the Lost Ark (1981).
El frontal completo de Young en los anillos, que se muestra en la línea de Bounty Killer «When you rock your hips, you know that it amaze me» —«Cuando mueves tus caderas sabes que me asombra»— causó una fuerte controversia. El rival de Bounty Killer, Beenie Man, declaró que «el vídeo retrata a Bounty como un gay. Es un artista jamaicano, y no un débil en un dancehall, de ninguna manera». Killer canceló sus actuaciones con No Doubt a causa del incidente, y afirmó que «no entendían porque son de Estados Unidos y aceptan a los homosexuales... Si Jamaica está molesto, no voy a aceptar ningún éxito que mi cultura no esté orgullosa». A pesar de dicha controversia, el vídeo recibió una buena recepción en los canales de televisión de música; debutó en el Total Request Live en el puesto número diez, y llegó a la más alta posición, en el número tres. Asimismo, llegó a la cima del Top 20 Countdown, y se mantuvo en esa posición por tres semanas. Como reconocimiento, MuchMusic incluyó al vídeo en el puesto número cinco de su lista de los cinco mejores vídeos de No Doubt. Al respecto, sostuvo: «Este vídeo, lleno de escenas de la banda en fiestas y saliendo en su autobús de gira, tal vez no salió como uno de los clips más inolvidables en la carrera de la banda, pero una cosa completa este vídeo, y por lo tanto lo impulsa a ser digno de la lista: ese fondo rojo, blanco y negro con "No Doubt", "Rock Steady" y "Hey Baby" garabateado encima. Una de las imágenes más memorables de la banda y el último que tuvimos durante los próximos diez años». En la entrega de 2002 de los MTV Video Music Awards, No Doubt obtuvo dos premios por el vídeo de «Hey Baby», en las categorías de mejor vídeo de un grupo y mejor vídeo pop.

## Lista de canciones
| Sencillo en CD |                                                    |          |  |
| N.º            | Título                                             | Duración |  |
| 1.             | «Hey Baby» (versión del álbum) (con Bounty Killer) | 3:27     |  |

| Sencillo en CD publicado en el Reino Unido y Europa |                                     |          |  |
| N.º                                                 | Título                              | Duración |  |
| 1.                                                  | «Hey Baby» (versión del álbum)      | 3:28     |  |
| 2.                                                  | «Hey Baby» (Fabian Remix)           | 3:47     |  |
| 3.                                                  | «Ex-Girlfriend» (versión del álbum) | 5:09     |  |
| 4.                                                  | «Hey Baby» (vídeo musical)          | 3:28     |  |

| Vinilo de 12" publicado en los Estados Unidos |                                   |          |  |
| N.º                                           | Título                            | Duración |  |
| 1.                                            | «Hey Baby» (versión del álbum)    | 3:27     |  |
| 2.                                            | «Hey Baby» (versión instrumental) | 3:27     |  |
| 3.                                            | «Hey Baby» (Homeboy Mix)          | 5:05     |  |
| 4.                                            | «Hey Baby» (Homeboy Instrumental) | 5:05     |  |
| 5.                                            | «Hella Good» (versión del álbum)  | 4:02     |  |

| Maxisencillo publicado en Australia y Nueva Zelanda |                                     |          |  |
| N.º                                                 | Título                              | Duración |  |
| 1.                                                  | «Hey Baby» (versión del álbum)      | 3:27     |  |
| 2.                                                  | «Hey Baby» (The Homeboy Mix)        | 3:45     |  |
| 3.                                                  | «Ex-Girlfriend» (The Psycho Ex Mix) | 3:55     |  |
| 4.                                                  | «Hey Baby» (vídeo musical)          | 3:28     |  |

| Sencillo en CD Cardboard Sleeve publicado en el Reino Unido |                                |          |  |
| N.º                                                         | Título                         | Duración |  |
| 1.                                                          | «Hey Baby» (versión del álbum) | 3:27     |  |
| 2.                                                          | «Hey Baby» (Fabian Remix)      | 3:47     |  |

| Sencillo en casete publicado en el Reino Unido |                                      |          |  |
| N.º                                            | Título                               | Duración |  |
| 1.                                             | «Hey Baby» (versión del álbum)       | 3:28     |  |
| 2.                                             | «Ex-Girlfriend» (Philip Steir Remix) | 3:47     |  |

| Remezclas en formato CD, sencillo en CD y vinilo de 12" |                                                              |          |  |
| N.º                                                     | Título                                                       | Duración |  |
| 1.                                                      | «Hey Baby» (versión limpia)                                  | 4:08     |  |
| 2.                                                      | «Hey Baby» (versión explícita)                               | 4:08     |  |
| 3.                                                      | «Hey Baby» (versión instrumental)                            | 3:55     |  |
| 4.                                                      | «Hey Baby» (Stank Remix) (versión explícita)                 | 4:06     |  |
| 5.                                                      | «Hey Baby» (Stank Remix) (versión limpia)                    | 4:06     |  |
| 6.                                                      | «Hey Baby» (Girls Get the Bass in the Back Remix) (Club Mix) | 6:14     |  |
| 7.                                                      | «Hey Baby» (Stank Remix) (versión limpia)                    | 4:06     |  |
| 8.                                                      | «Hey Baby» (Stank Remix) (Instrumental)                      | 3:55     |  |
| 9.                                                      | «Hey Baby» (Stank Remix) (Dirty)                             | 4:06     |  |
| 10.                                                     | «Hey Baby» (Stank Remix) (a capela)                          | 3:55     |  |
| 11.                                                     | «Hey Baby» (versión del álbum)                               | 3:34     |  |
| 12.                                                     | «Hey Baby» (versión instrumental del álbum)                  | 3:27     |  |
| 13.                                                     | «Hey Baby» (versión explícita)                               | 4:06     |  |

| Vinilo de 7" publicado en Jamaica |                                   |          |  |
| N.º                               | Título                            | Duración |  |
| 1.                                | «Hey Baby» (versión del álbum)    | 3:27     |  |
| 2.                                | «Hey Baby» (versión instrumental) | 3:27     |  |

| Vinilo de 12" promocional publicado en los Estados Unidos |                                                                           |          |  |
| N.º                                                       | Título                                                                    | Duración |  |
| 1.                                                        | «Hey Baby» (Girls Get the Bass in the Back Remix) (Club Mix)              | 6:14     |  |
| 2.                                                        | «Hey Baby» (Girls Get the Bass in the Back Remix) (Groove Mix)            | 4:09     |  |
| 3.                                                        | «Hey Baby» (Girls Get the Bass in the Back Remix) (Club Mix Instrumental) | 6:14     |  |

| Vinilo de 12" promocional publicado en Europa |                                                              |          |  |
| N.º                                           | Título                                                       | Duración |  |
| 1.                                            | «Hey Baby» (Stank Remix) (versión explícita)                 | 4:06     |  |
| 2.                                            | «Hey Baby» (Girls Get the Bass in the Back Remix) (Club Mix) | 6:14     |  |
| 3.                                            | «Hey Baby» (versión del álbum)                               | 3:26     |  |
| 4.                                            | «Hey Baby» (versión instrumental del álbum)                  | 3:26     |  |

| Sencillo en CD Cardboard Sleeve publicado en Francia |                                |          |  |
| N.º                                                  | Título                         | Duración |  |
| 1.                                                   | «Hey Baby» (versión del álbum) | 3:27     |  |
| 2.                                                   | «Hey Baby» (The Homeboy Mix)   | 3:45     |  |

## Posicionamiento en listas
| País (Lista 2002)                  | Mejor posición |
| ---------------------------------- | -------------- |
| Alemania                           | 8              |
| Australia                          | 7              |
| Austria                            | 12             |
| Bélgica Flandes                    | 19             |
| Bélgica Valonia                    | 31             |
| Dinamarca                          | 7              |
| Estados Unidos (Adult Pop Songs)   | 10             |
| Estados Unidos (Billboard Hot 100) | 5              |
| Estados Unidos (Pop Songs)         | 1              |
| Estados Unidos (Rhythmic Top 40)   | 5              |
| Estados Unidos (Top 40 Tracks)     | 2              |
| Finlandia                          | 9              |
| Francia                            | 47             |
| Irlanda                            | 15             |
| Italia                             | 11             |
| Noruega                            | 3              |
| Nueva Zelanda                      | 2              |
| Países Bajos                       | 14             |
| Reino Unido                        | 2              |
| Suecia                             | 17             |
| Suiza                              | 11             |

| País (2002)   | Posición |
| ------------- | -------- |
| Nueva Zelanda | 35       |

## Certificaciones
| País           | Organismo certificador | Certificación | Unidades certificadas / Ventas |
| -------------- | ---------------------- | ------------- | ------------------------------ |
| Australia      | ARIA                   | Oro           | 35 000                         |
| Estados Unidos | RIAA                   | Oro           | 500 000                        |
| Noruega        | IFPI (Noruega)         | Oro           | 5000                           |

## Créditos y personal
- Composición: Gwen Stefani, Tony Kanal, Tom Dumont y Bounty Killer
- Producción: Sly and Robbie y No Doubt
- Producción adicional: Mark «Spike» Stent y Philip Steir
- Voz: Gwen Stefani y Bounty Killer
- Grabación: Dan Chase, en Toast Studios y The Sidsehack, San Francisco y Los Ángeles, Estados Unidos; Geejam Studios y One Pop Studios, en Port Antonio y Kingston, Jamaica
- Grabación adicional: Tom Dumont y Tony Kanal
- Mezcla: Mark «Spike» Stent, en The Mix Suite, Olympic Studios, Londres, Inglaterra, Reino Unido
- Masterización: Brian «Big Bass» Gardner, en Bernie Grundman Mastering, Hollywood, California
- Programación: Sly Dunbar, Tom Dumont, Tony Kanal y Philip Steir
- Ingeniería: Count, Rory Baker y Tkae Mendez
- Producción ejecutiva: Brian Jobson y Wayne Jobson

Fuentes: Discogs.